# Le Beau Danube rouge
Le Beau Danube rouge est un roman d'espionnage de la série SAS, portant le no 196 de la série, écrit par Gérard de Villiers. Publié en 2013 aux éditions Gérard de Villiers, il a été, comme tous les SAS parus au cours des années 2000-2013, édité à 200 000 exemplaires.
Le roman se déroule courant 2013, en Autriche (en particulier, Vienne).
Encore une fois (cf. Le Programme 111), le roman évoque le programme nucléaire de l'Iran.

## Résumé

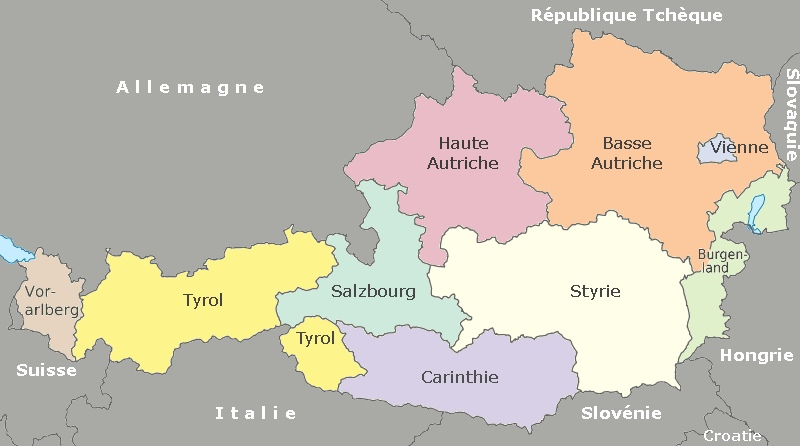
Cartes des États autrichiens

À Vienne, un membre de la CIA, Oswald Fisk, est, à l'occasion d'un jeu sexuel sado-masochiste tué par Maryam Nassiri, une jeune Iranienne qui tient une galerie d'art. Le chef de la CIA à Vienne, Brett Dakin, contacte Malko afin de faire la lumière sur ce point : est-ce un jeu sexuel qui a mal tourné, ou un assassinat ciblé ? En tout cas, la jeune femme est parfaitement intégrée à la société autrichienne et n'a jamais fait parler défavorablement d'elle. Puis Ardechir Nassanpour, un ingénieur iranien qui travaille activement sur le programme nucléaire de son pays, se fait soigner à Vienne, les hôpitaux iraniens n'ayant pas la technique médicale pour traiter sa pathologie. La CIA se demande si la mort d'Oswald Fisk est liée aux soins d'Ardechir Nassanpour. 
Tamir Pardo, directeur général du Mossad, a envoyé une équipe à Vienne pour tuer Ardechir Nassanpour afin de ralentir le programme nucléaire iranien. Mais la CIA a chargé Malko d'enlever l'ingénieur à la barbe des Iraniens qui le protègent mais aussi du Mossad, tout en continuant à enquêter sur la mort d'Oswald Fisk. Malko commence son enquête en contactant Maryam Nassiri, qui est très attirée par lui et qui, Malko le constate, aime bien le BDSM. La jeune femme est aussi droguée à la cocaïne. Une liaison entre elle et Malko, fondée sur des échanges sexuels, se met en place.
Puis les services secrets iraniens découvrent que Maryam Nassiri a une liaison avec Malko, qui est considéré par eux comme un ennemi mortel de la République Islamique depuis que Malko avait contrecarré certains de leurs plans (cf. Le Programme 111). Ils embauchent Soldatov, un tueur ex-membre du FSB, pour assassiner à la fois Malko (en tant qu'ennemi) et Maryam Nassiri (en qui ils n'ont plus confiance et qui pourrait les trahir). Mais le plan échoue : lorsque Soldatov tente de le tuer, Malko est le plus rapide et tue l'agresseur. Dans la foulée, il en profite pour tenter de « retourner » la jeune femme, à qui il révèle sa qualité d'agent secret. Néanmoins le chef local de la CIA,  Brett Dakin, ne l'entend pas ainsi : si Maryam Nassiri a volontairement tué Oswald Fisk, elle doit « payer » pour son acte. Pendant ce temps, le Mossad met en place son piège pour assassiner Ardechir Nassanpour. Le soir, un commando de trois agents est envoyé à l'hôpital : Ardechir Nassanpour est tué, de même que ses gardes du corps. 
Mais dès le lendemain, une nouvelle accable les Israéliens : l'homme qu'ils ont tué n'était pas leur cible ; il s'agissait d'un « appât » des Iraniens. Malko est chargé de continuer l'enquête et de retrouver l'ingénieur, qui se trouve sans aucun doute à Vienne... 
Après une nouvelle enquête, et grâce aux renseignements obtenus par Elko Krisantem, Malko parvient à localiser Ardechir Nassanpour. Il met en place un plan audacieux qui réussit. Le roman se termine par Ardechir Nassanpour qui est fait prisonnier, et par le fait que Maryam Nassiri envisage de quitter l'Autriche et de retourner en Iran.

## Remarques
- Le lecteur avait déjà croisé Tamir Pardo dans Le Chemin de Damas (SAS nos 193 et 194 - 2012), dans lequel son appartenance au Mossad était indiquée mais son niveau hiérarchique non précisé.
- Contrairement aux autres romans de la série, la compagne de Malko, Alexandra Vogel, a connaissance de sa liaison avec la jeune Iranienne, en est jalouse, mais pardonne à Malko son infidélité.